# Deptford (Wiltshire)
Deptford – osada w Anglii, w hrabstwie Wiltshire. W 1870-72 osada liczyła 87 mieszkańców. Deptford jest wspomniana w Domesday Book (1086) jako Depeford.